# Movimiento Revolucionario 13 de Noviembre
El Movimiento Revolucionario 13 de Noviembre fue una organización de izquierda guerrillera de Guatemala. Fue fundado el 13 de noviembre de 1960 por un grupo de oficiales disidentes, y liderado por el Subteniente Luis Augusto Turcios Lima, y los Tenientes Marco Antonio Yon Sosa y Luis Trejo Esquivel, comenzando como un levantamiento militar, a la cual se fueron uniéndose civiles y estudiantes haciendo de este un movimiento más homogéneo, dirigiendo la molestia general del entonces presidente Miguel Ydígoras Fuentes. En 1961 miembros del MR-13 escidieron y conformaron las Fuerzas Armadas Rebeldes.

## Historia
El nombre de la organización toma parte del nombre de la rebelión fallida 13 de noviembre en la cual estuvieron involucrados en esta rebelión, sumándose cerca del 30% de los conscriptos, en su mayoría siendo oficiales jóvenes. La revuelta fue fácilmente suprimida, obligando a la mayoría de los involucrados en la conspiración fueron detenidos o huyeron a países como México, Honduras y El Salvador. La guerrilla comenzó a formarse a mediados de 1961, haciendo pública su aparición hasta el año siguiente su actividad armada.
Esta organización se levantaron en armas contra el presidente General e Ingeniero Miguel Ydígoras Fuentes. Por sus desacertadas políticas económicas, que sólo beneficiaron a los más ricos y marginaron a los más pobres. Esta guerrilla fue duramente perseguida por el estado guatemalteco, ocasionando el exilio de Yon Sosa a México.
Después del derrocamiento de Ydígoras Fuentes, el grupo seguía parapetado en la Sierra de Las Minas y el ascenso de Enrique Peralta Azurdia, el grupo fue severamente golpeado, específicamente en sus cuarteles al oriente del país. El MR-13, estuvo activo por casi diez años hasta su disolución en 1971.<